# Torslunde Kirke (Ishøj Kommune)
 For alternative betydninger, se Torslunde Kirke. (Se også artikler, som begynder med Torslunde Kirke)
Torslunde Kirke ligger i Torslunde Sogn i Ishøj Kommune.

## Historie
Kirken stammer fra omkring 1200, våbenhus og kor fra omkring 1300, klokketårnet fra 1400-tallet.

## Kirkebygningen
- Eksteriør
- Klokketårn

## Interiør
Korbuekrucifikset er fra før 1250.

### Alter
I kirken er der en berømt alterbordsforside fra 1560'erne. Originalen findes på Nationalmuseet.

### Prædikestol
Tekst mangler, hjælp os med at skrive teksten

### Døbefont
Døbefonten er af skånsk sandsten og stammer fra 1200-tallet.

### Orgel
Tekst mangler, hjælp os med at skrive teksten

## Gravminder
- Mindetavle for kirkens præst fra 1831-1850, Jens Andreas Jessen.

## Eksterne kilder og henvisninger
- Torslunde Kirke hos KortTilKirken.dk
- Torslunde Kirke hos danmarkskirker.natmus.dk (Danmarks Kirker, Nationalmuseet)